# Quercus thorelii
Quercus thorelii és una espècie de roure que pertany a la família de les fagàcies i està dins del subgènere Cyclobalanopsis, del gènere Quercus.

## Descripció
Quercus thorelii és un arbre perennifoli que creix fins als 30 metres d'altura. El tronc fa uns 0,5 m de diàmetre. Les branques són solcades, amb pèls densament estrellats de color vermellós quan són joves, glabrescent, lenticel·lats. Les lenticel·les són petites i blanquinoses. El pecíol és d'1-3 cm, cabellut, glabrescents. Les fulles són ovades a oblongoel·líptiques, de 12-17 x 3,5-7 cm, subcoriàcies. Els seus toments són de color marró ataronjat clar quan són joves, glabrescent. Les fulles tenen un color verd brillant per sobre i de color marró grisenc per sota. La base amplament cuneades a subarrodonida. El marge és sencer a prop de la base, però per la resta espinós serrat. L'àpex és agut a caudat, amb un nervi central plantejat per sobre de la fulla, amb 13-16 nervis secundaris a cada costat del nervi central. La ramificació a prop del marge, amb venes terciàries primes i evidents per sota de la fulla. Les flors floreixen a l'abril. Les cúpules són en forma de bol a cupular, 1,5-2 x uns 3 cm, que tanquen la major part de la nou i aproximadament 0,5 mm més llarg que la cúpula, una mica encorbat cap a dins, a fora i dins amb toments vermellosos; i la paret fa aproximadament uns 2 mm de gruix. Les bràctees a 8 o 9 (-12) anells, el marge subenteros. Les nous són oblades, 1-1,5 x 2,5-3 cm, densament tomentoses de color marró clar. L'àpex deprimit amb una cicatriu aproximadament de 2 cm de diàmetre; i planes. Les glans maduren al cap d'1 any, entre setembre i octubre.

## Distribució i hàbitat
Quercus thorelii creix al sud de les províncies xineses de Guangxi i Yunnan i a Laos i al Vietnam], a les valls dels boscos muntanyencs perennifolis de fulla ampla, entre els 1000 i 1100 m.

## Taxonomia
Quercus thorelii va ser descrita per Paul Robert Hickel i Aimée Antoinette Camus i publicat a Bulletin du Muséum National d'Histoire Naturelle 29(8): 599–600, a l'any 1923.
Etimologia
Quercus: nom genèric del llatí que designava igualment al roure i a l'alzina.
thorelii: epítet
Sinomínia
- Cyclobalanopsis thorelii (Hickel & A. Camus) H.H. Hu[2] (Basiònim)